# Carl's Jr.
Carl's Jr. Restaurants LLC é uma cadeia americana de restaurantes de fast-food propriedade da CKE Restaurant Holdings, Inc., que também é proprietária da Hardee's, com franchisados na América do Norte e do Sul, Ásia, Oceânia, Europa e África.
Em 2016, a Entrepreneur classificou a Carl's Jr. como a 54ª na sua lista Top Franchise 500, que classifica a solidez financeira global, a estabilidade e a taxa de crescimento das 500 principais franquias em qualquer setor nos Estados Unidos.
Em março de 2016, a CKE (a empresa-mãe da Carl's Jr. e da Hardee's) tinha um total de 3664 restaurantes franchisados ou operados pela empresa em 44 estados (ambas as cadeias estão totalmente ausentes da Nova Inglaterra) e em 38 países estrangeiros e territórios dos EUA.

## História
Carl Karcher e a sua mulher Margaret começaram a vender cachorros-quentes na década de 1940 com um quiosque móvel antes de se mudarem para um local permanente em Anaheim, a que chamaram Carl's Drive-In Barbeque. Mais tarde, compraram mais dois locais, em Anaheim e Brea, dando-lhes o nome de Carl's Jr. devido ao fato de serem mais pequenos do que o restaurante original.
Em 1981, a empresa tornou-se pública e, por esse motivo, os fundadores foram acusados de abuso de informação privilegiada pela Securities and Exchange Commission, tendo o caso sido resolvido com um acordo entre as partes e o pagamento de uma multa pesada.
Ao longo dos anos, a empresa cresceu e os fundadores compraram outras marcas de fast food, como a Hardee's, a Red Burrito e a Green Burrito. Com o objetivo de reunir todas as propriedades, foi fundado o grupo CKE Restaurants.

## Expansão
A Carl's Jr. está presente em 13 estados dos EUA, com mais de 1.000 restaurantes. A partir de 2000, iniciou uma política de expansão internacional, abrindo restaurantes também no Panamá, México, França, Canadá, Equador, Costa Rica, Singapura, Rússia, Brasil, Tailândia, Turquia, Vietname, Nova Zelândia e Dinamarca.